# George Michael
Georgios Kyriacos Panayiotou, poznatiji kao George Michael (London, 25. lipnja 1963. – Goring-on-Thames, Oxfordshire, 25. prosinca 2016.), britanski pjevač grčko-ciparskog porijekla. George Michael je tijekom vremena postao poznat diljem svijeta. Nekoliko njegovih pjesama postali su hitovi, poput pjesme "Careless Whisper" (1984.), koja je bila njegova prva objavljena pjesma samostalnog glazbenika. Između ostalih uspješnica mogu se izdvojiti "Father figure" (1987.), "I want your sex" (1987.), "Jesus to a child" (1996.), "Outside" (1998.)
Michael započinje samostalnu karijeru albumom Faith (1987.), koji je prodan više od 20 milijuna puta. Ukupno je Michael prodao više od 85 milijuna nosača zvuka diljem svijeta.

## Diskografija
- 1987. - "Faith".
- 1990. - "Listen Without Prejudice",
- 1996. - "Older",
- 1998. - "Upper & Older" (posebna edicija albuma Older),
- 1998. - "Ladies and Gentlemen – The best of George Michael",
- 1999. - "Songs From The Last Century",
- 2004. - "Patience",
- 2006. - "Twenty Five",

## Vanjske poveznice
- Službena stranica